# Vuelo 6 de Pan Am

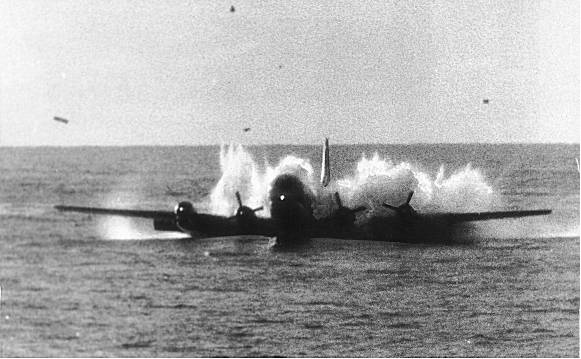
Amerizaje del vuelo 6 de Pan Am

El vuelo 6 de Pan Am (matrícula N90943, y a veces erróneamente llamado Vuelo 943) fue un vuelo que realizaba un vuelo de vuelta al mundo y realizó un amerizaje en el Océano Pacífico el 16 de octubre de 1956, después de que fallaran dos de sus cuatro motores. El vuelo 6 salió de Filadelfia el 12 de octubre con un DC-6B y voló hacia el este a Europa y Asia en un viaje de varias paradas. En la noche del 15 de octubre, el vuelo salió de Honolulu en un Boeing 377 Stratocruiser llamado Sovereign Of The Skies (número de flota de Pan Am 943, registrado N90943). El accidente fue la base de la película Crash Landing de 1958.

## Detalles del accidente

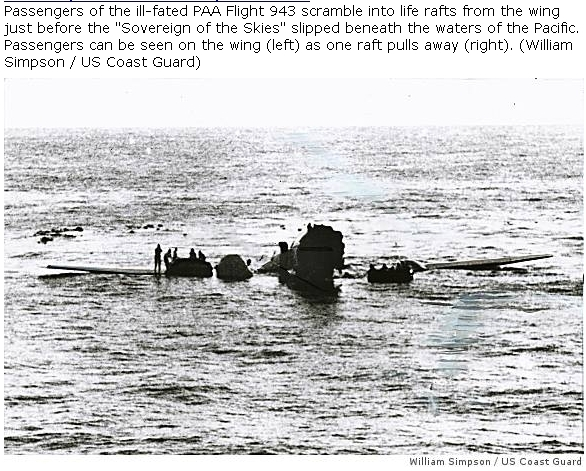
El vuelo 6 después del amerizaje

El avión despegó de Honolulu, Territorio de Hawái, a las 8:26 pm HST en el último tramo del vuelo a San Francisco . Después de pasar el punto de igual tiempo, el vuelo recibió permiso para ascender a una altitud de 21 000 pies (6400,8 m) . Cuando se alcanzó esa altitud, aproximadamente a la 1:20 a. m., el motor No. 1 comenzó a tener sobrevelocidad a medida que se reducía la potencia. El primer oficial, George Haaker, que volaba el avión, inmediatamente se redujo el avión, reduciendo aún más el poder y mediante la extensión de las aletas, y se hizo un intento para emplumar la hélice. La hélice no giraba y el motor seguía girando a RPM excesivas. El capitán Richard Ogg decidió cortar el suministro de aceite al motor. Finalmente, las RPM disminuyeron y el motor se detuvo. La hélice continuó girando con la corriente del aire, provocando un arrastre que aumentó el consumo de combustible. Como resultado, el avión se vio obligado a volar más lentamente, por debajo de 150 Nudos (277 km/h) y altitud perdida a razón de 1000 Pies por minuto. La potencia de ascenso se estableció en los tres motores restantes para reducir la velocidad de descenso. Posteriormente, el motor No. 4 comenzó a fallar y pronto estaba produciendo sólo una potencia parcial a toda velocidad. A las 2:45 a. m. el motor No. 4 comenzó a fallar, lo que obligó a la tripulación a apagarlo y a propulsar la hélice.
La tripulación calculó que la resistencia adicional los dejó con combustible insuficiente para llegar a San Francisco o regresar a Honolulu. El Capitán Ogg envió un mensaje por radio: «PanAm 90943, Vuelo 6, declarando una emergencia sobre el Pacífico». En las décadas de 1950 y 1960, la Guardia Costera de los Estados Unidos mantuvo un barco meteorológico entre Hawái y la costa de California. Este barco pudo proporcionar información meteorológica y transmitió mensajes de radio a las aeronaves cercanas. Estaba ubicado en el «punto de no retorno» y estaba destinado a brindar asistencia a las aeronaves en peligro. El mensaje del capitán Ogg se transmitió al barco y el avión voló hasta la ubicación de él, nivelado a 2000 pies (609,6 m), y voló sobre él en círculos de ocho millas (12 km) con los dos motores restantes hasta que amaneció.
El capitán Ogg había decidido esperar a que amaneciera, ya que era importante mantener las alas niveladas con el oleaje del océano en el impacto de la caída. Eso sería más fácil de lograr a plena luz del sol, mejorando las probabilidades de que los pasajeros pudieran ser rescatados, pero le preocupaba que las olas del océano comenzaran a subir. A medida que el avión sobrevolaba el barco de la Guardia Costera, pudo ascender de 2000 a 5000 pies (609,6 a 1524,0 m) . A esa altitud se realizaron varias aproximaciones de práctica para ver que el avión se pudiera controlar a baja velocidad (el objetivo era tener la menor velocidad posible, justo antes de tocar el agua). Retrasar el amerizaje también aseguró que se consumiría más combustible, aligerando el avión para que flotara más tiempo y minimizando el riesgo de incendio en caso de un aterrizaje forzoso.

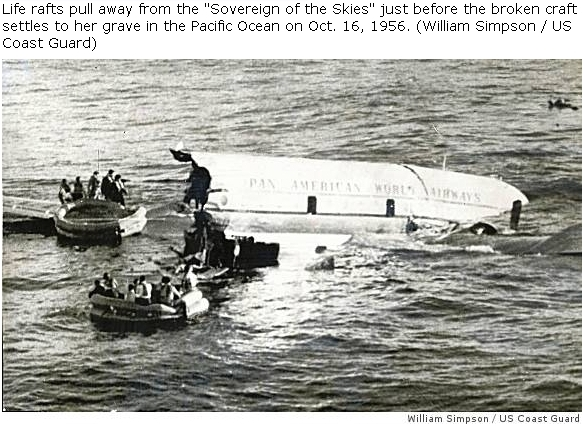
El avión después del amerizaje

Consciente del accidente del vuelo 845/26 de Pan Am el año anterior, en el que la sección de cola de un Boeing 377 se había roto durante un amerizaje, el capitán le dijo al sobrecargo del vuelo que retirara a los pasajeros de la parte trasera del avión. La tripulación sacó los objetos sueltos de la cabina y preparó a los pasajeros para el amerizaje. Como en otros vuelos de la época, se permitía a los niños pequeños estar en el regazo de sus padres, sin asientos separados ni cinturones de seguridad.
A las 5:40 a. m. El capitán Ogg notificó al barco que se estaba preparando para amerizar. El barco trazó un camino  para un mejor rumbo de la zanja de 315 grados, para ayudar al capitán a juzgar su altura sobre el agua. Después de un ensayo, el avión aterrizó a las 6:15 a. m., a 90 nudos (170 km/h) con flaps completos y tren de aterrizaje replegado, a la vista del barco a 30 ° 01,5'N, 140 ° 09'W. Al tocar el agua, el avión se movió a lo largo de la superficie unos cientos de metros antes de que un ala golpeara un oleaje, lo que provocó que el avión girara casi 180 grados, dañando la sección de la nariz y rompiendo la cola. Las 31 personas a bordo sobrevivieron al amaraje. La tripulación y los pasajeros que habían sido asignados para ayudar desplegaron tres balsas salvavidas. Una balsa no se infló correctamente, pero los botes de rescate del barco pudieron transferir rápidamente a los pasajeros de esa balsa. Todos fueron rescatados por la Guardia Costera antes de que los últimos restos se hundieran a las 6:35 a. m. La tripulación del barco filmó el aterrizaje y el rescate. Posteriormente se produjo una película de diez minutos, incluida una grabación recreada de la conversación por radio entre el piloto y la Guardia Costera.
Los pasajeros fueron alojados en las habitaciones de los oficiales del barco y regresaron a San Francisco varios días después. Hubo algunas heridas leves, incluida una niña de 18 meses que se golpeó la cabeza durante el impacto y quedó inconsciente. Cuarenta y cuatro cajas de canarios vivos en la bodega de carga se perdieron cuando el avión se hundió.
Algún tiempo después, la tripulación recibió premios por su trabajo en el vuelo, habiendo evitado cualquier fatalidad.

### Causa probable
Un informe de la investigación resumió el incidente: «Una falla mecánica inicial que impidió poner en marcha la hélice No. 1 y una falla mecánica subsecuente que resultó en una pérdida total de potencia del motor No. 4, cuyos efectos requirieron un amerizaje».

## La tripulación de vuelo
- Capitán Richard N. Ogg, 43 años
- Primer oficial George L. Haaker, 40 años
- Navegante Richard L. Brown, 31 años
- Ingeniero de vuelo Frank García Jr., 30 años

## Libros y publicaciones periódicas
- Adams, Michael R. (2010). Ocean Station: Operations of the U.S. Coast Guard, 1940–1977. Eastport, Maine: Nor'easter Press. ISBN 978-0-9779200-1-3. [Describes the ditching of Sovereign of the Skies and the rescue of its passengers and crew by the crew of USCGC Pontchartrain.]
- Brean, Herbert (29 de octubre de 1956). Ordeal On Flight 943: The Last Five Hours. pp. 23-30.